# Psara selenialis
Psara selenialis là một loài bướm đêm trong họ Crambidae.